# Melana Chasmata
Melana Chasmata é o segundo álbum de estúdio da banda suíça de metal extremo Triptykon, lançado via Prowling Death Records/Century Media Records em 14 de Abril de 2014 na Europa e em 15 de Abril de 2014 América do Norte. O álbum foi anunciado oficialmente em 22 de Outubro de 2013 por seu frontman, Thomas Gabriel Fischer (a.k.a. "Tom Warrior"), em seu blog oficial.

## Faixas
A lista de faixas do álbum foi relevada por Tom Warrior em seu blog oficial em 7 de Fevereiro de 2014. O single Breathing (7" single) contém as faixas "Breathing" e "Boleskine House" e foi lançado em 17 de Março de 2014.
| N.º | Título                      | Duração |  |
| 1.  | "Tree of Suffocating Souls" | 7:55    |  |
| 2.  | "Boleskine House"           | 7:12    |  |
| 3.  | "Altar of Deceit"           | 7:06    |  |
| 4.  | "Breathing"                 | 5:47    |  |
| 5.  | "Auroræ"                    | 6:17    |  |
| 6.  | "Demon Pact"                | 6:06    |  |
| 7.  | "In the Sleep of Death"     | 8:10    |  |
| 8.  | "Black Snow"                | 12:25   |  |
| 9.  | "Waiting"                   | 5:54    |  |

## Performance comercial
O álbum debutou na posição Nº 171 na Billboard 200 e na posição Nº 11 na Hard Rock Albums chart, com 2.950 cópias vendidas em sua primeira semana nos EUA.
| Parada musical (2014) | Melhor posição |
| --------------------- | -------------- |
| Billboard Independent | 33             |
| Billboard 200         | 171            |
| Billboard Hard Rock   | 11             |
| Billboard Heatseekers | 4              |
| Billboard Rock        | 42             |

## Créditos
Triptykon
- Tom G. Warrior — vocal, guitarra
- V. Santura — guitarra, vocal
- Norman Lonhard — bateria, percussão
- Vanja Šlajh — baixo, backing vocals

Créditos adicionais
- Tom G. Warrior, V. Santura — produção
- V. Santura — masterização
- H. R. Giger — arte de capa

## Páginas externas
- Triptykon's official website